# Korpiklaani
Korpiklaani este o formație finlandeză de folk metal, cunoscută anterior ca Shamaani Duo și Shaman.

## Istoria formației

### Începutul
În timp ce alte formații folk metal își începeau cariera abordând stilul metal, apoi adăugând muzica folk, Korpiklaani au început cu muzica folk până la schimbarea în metal. Rădăcinile formației Korpiklani se trag de la trupa folk Shamaani Duo, o formația creată de Jonne Järvelä în 1993. Un album folk a fost lansat de această formație înainte ca Järvelä să formeze Shaman. Formația de folk metal era bazată pe muzica folk al trupei Shamaani Duo. Două albume au fost realizate în 1999, și respectiv 2000, înainte ca Shaman să-și schimbe numele în Korpiklaani. Schimbarea numelui a fost acompaniată și de schimbarea expresiei sale muzicale și lirice. Solo-urile tradiționale yoik, precum și limba suameză din piese, au fost retrase, în timp ce sintetizatorul a fost înlocuit cu instrumente reale folk. Scopul a fost de a trece de la impulsivul folk metal din Idja (1999) , Shamániac (2002) la un stil mai puternic, preferat de un public mai numeros. Jonne Järvelä a declarat că colaborarea cu trupa Finntroll l-a influiențat să treacă de la folk la metal. De fapt, Korpiklaani și Finntroll au colaborat intens, Samu Ruotsalainen de la Finntroll participând la înregistrarea tobelor pentru albumul de debut Spirit of the Forest, iar Järvelä a contribuit la piesa „Jaktens Tid” de pe albumul cu același nume al formației Finntroll.

### În prezent
Trupa Korpiklaani reprezintă o prezență constantă la marile festivale de metal din Europa (Metalcamp Festival, Summer Breeze Festival, Tuska Open Air Festival, Wacken Open Air etc.) iar pe 24 mai 2008 au fost prezenți în România la Rock'N'Iasi Open Air Episodul 2, fiind invitați în calitate de headliner-i.

## Membri
- Jonne Järvelä – voce, chitară
- Jaakko "Hittavainen" Lemmetty – vioară, jouhikko și woodwinds
- Kalle "Cane" Savijärvi – chitară (începând cu Voice of Wilderness)
- Matti "Matson" Johansson – tobe (începând cu Voice of Wilderness)
- Jarkko Aaltonen – chitară bas (începând cu Tales Along This Road)
- Juho Kauppinen – acordeon (începând cuTales Along This Road)

### Foști membri
- Ali – percuție (doar înainte de Tales Along This Road)
- Arto – chitară bas (doar înainte de Tales Along This Road)
- Honka – chitară (doar înainte de Tales Along This Road)
- Samu Ruotsalainen (de la Finntroll) – tobe (doar pentru Spirit of the Forest)

## Discografie

### Albume
- Spirit of the Forest - 2003
- Voice of Wilderness - 2005
- Tales Along This Road - 2006
- Tervaskanto - 2007
- Korven Kuningas - 2008
- Karkelo - 2009
- Ukon Wacka - 2011
- Manala - 2012
- Noita - 2015
- Kulkija - 2018
- Jylhä - 2021

### Single-uri
- Keep On Galloping - Single, 2008
- Vodka - 2009
- Ukon Wacka - 2010
- Metsälle - 2011
- Rauta - 2012
- Lempo - 2015